# Livny
Livny è una cittadina della Russia europea sudoccidentale, situata nell'Oblast' di Orël, 140 chilometri a sud-est del capoluogo Orël, sulle rive del fiume Sosna; è il capoluogo del distretto omonimo.
Fondata nell'anno 1177, venne distrutta nel XIII secolo in seguito alle scorribande dei tataro-mongoli; ricostruita nella seconda metà del XVI secolo come fortezza a guardia dei confini della Moscovia, ottenne lo status di città nel 1586.
Per lungo tempo, la città di Livny è stata uno dei più importanti centri commerciali della regione.

## Geografia fisica

### Clima
La città di Livny ha un clima continentale freddo.

## Società

### Evoluzione demografica
Fonte: mojgorod.ru
- 1897: 20.400
- 1939: 11.982
- 1970: 37.290
- 1989: 51.696
- 2002: 52.841
- 2010: 50.343
- 2018: 47.221